# Grey Damon
Grey Damon (Bloomington, Indiana, 24 de septiembre de 1987) es un actor estadounidense. Es principalmente conocido por interpretar a Jack Gibson en el drama médico Grey's Anatomy y su spin off Station 19, además de sus participaciones en series como Friday Night Lights, The Nine Lives of Chloe King y The Secret Circle, así como en la película Percy Jackson y el mar de los monstruos.

## Biografía
Damon nació en Bloomington, en el estado de Indiana, pero se crio en Boulder, Colorado, en los Estados Unidos. Captó el bichito de la actuación a temprana edad y consiguió su primer trabajo profesional a la edad de doce años en una producción de Cuento de Navidad en el Denver Theatre Center, en Colorado.

### Carrera
Su debut en televisión fue en 2009 cuando actuó en un episodio de 90210. Posteriormente ha participado en distintos episodios de series como Lincoln Heights, Greek, 10 Things I Hate About You, True Blood o The Whole Truth. Más tarde, se unió al elenco principal de The Nine Lives of Chloe King, donde interpretó a Brian, el interés amoroso de la protagonista, sin embargo, la serie fue cancelada después de su primera temporada. Fue elegido para interpretar a Lee, un personaje recurrente en The Secret Circle. En 2013 participó en el primer episodio de la tercera temporada de la serie de FX American Horror Story, titulada Coven. Fue elegido para interpretar a Grayson, como parte del elenco principal de la serie de The CW Star-Crossed, junto a Aimee Teegarden, Matt Lanter y Malese Jow.
En 2014 fue elegido para protagonizar la serie de televisión Aquarius, junto a David Duchovny. En 2016 se anunció que Damon se uniría al elenco de la serie The Flash para interpretar al villano Mirror Master en la tercera temporada de la serie que se transmite por The CW.
En 2018 se anunció que integraría el elenco principal de Station 19, un spin-off de Grey's Anatomy que relata la vida de bomberos.

## Filmografía
| Cine       | Cine                                             | Cine                        | Cine                                  |
| Año        | Película                                         | Rol                         | Notas                                 |
| ---------- | ------------------------------------------------ | --------------------------- | ------------------------------------- |
| 2007       | The Devil Within                                 | John                        |                                       |
| 2013       | Percy Jackson & the Olympians 2: Sea of Monsters | Chris Rodríguez             |                                       |
| 2013       | Oldboy                                           | Joe Doucett (joven)         |                                       |
| 2015       | Sex Guaranteed                                   | Kevin                       |                                       |
| 2018       | Cadáver                                          | Andrew                      |                                       |
| Televisión |                                                  |                             |                                       |
| Año        | Título                                           | Rol                         | Notas                                 |
| 2009       | 90210                                            | Mesero                      | Episodio: "Help Me, Rhonda"           |
| 2009       | Lincoln Heights                                  | Serge                       | Episodio: "With You I Will Leave"     |
| 2010       | The Odds                                         | Zach Klein                  | Película para televisión              |
| 2010       | Greek                                            | Hunter                      | Episodio: "The Tortoise and the Hair" |
| 2010       | 10 Things I Hate About You                       | Trey                        | Episodio: "Meat Is Murder"            |
| 2010       | True Blood                                       | Kitch Maynard               | 3 episodios                           |
| 2010       | The Whole Truth                                  | Todd Engler                 | Episodio: "Pilot"                     |
| 2010-2011  | Friday Night Lights                              | Hastings Ruckle             | Personaje recurrente; 13 episodios    |
| 2011       | The Nine Lives of Chloe King                     | Brian Rezza                 | Elenco principal                      |
| 2012       | The Secret Circle                                | Lee Labeque                 | Personaje recurrente; 6 episodios     |
| 2013       | American Horror Story: Coven                     | Archie Brener               | Episodio: Bitchcraft                  |
| 2013-2014  | Twisted                                          | Archie Yates                | Personaje recurrente                  |
| 2014       | Star-Crossed                                     | Grayson Montrose            | Elenco principal                      |
| 2015-2016  | Aquarius                                         | Brian Shafe                 | Elenco principal                      |
| 2016-2017  | The Flash                                        | Sam Scudder / Mirror Master | Personaje Recurrente                  |
| 2017       | The Magicians                                    | Dryad                       | Episodio: "Word as Bond"              |
| 2018-2024  | Station 19                                       | Jack Gibson                 | Elenco Principal; 100 episodios       |
| 2019-2021  | Grey's Anatomy                                   | Jack Gibson                 | 3 episodios                           |